# Balataea
Balataea is een geslacht van vlinders van de familie bloeddrupjes (Zygaenidae), uit de onderfamilie Procridinae.

## Soorten
- B. aegeriaeformis (Alberti, 1954)
- B. aegerioides Walker, 1864
- B. angusta Alberti, 1954
- B. cyclops (Staudinger, 1887)
- B. chorista (Jordan, 1907)
- B. elegantior Alberti, 1954
- B. fulvida (Butler, 1876)
- B. funeralis (Butler, 1879)
- B. gracilis (Walker, 1864)
- B. homotoma Swinhoe, 1892
- B. intermediana Alberti, 1954
- B. lugubris (Jordan, 1907)
- B. neglecta (Hering, 1925)
- B. octomaculata (Bremer, 1861)
- B. postvitta (Moore, 1879)
- B. suyuanyakouana Yen
- B. tomarena (Bryk, 1942)
- B. trisignata (Snellen, 1903)
- B. uniformis Alberti, 1954
- B. walkeri (Moore, 1859)
- B. zebraica (Butler, 1876)